# Az-Zamakhxarí
Abu-l-Qàssim Mahmud ibn Úmar ibn Muhàmmad ibn Úmar al-Khwarizmí az-Zamakhxarí (persa: محمود زمخشری; àrab: أبو القاسم محمود بن عمر بن محمد بن عمر الخوارزمي الزمخشري, Abū l-Qāsim Maḥmūd b. ʿUmar b. Muḥammad b. ʿUmar al-Ḫwārizmī az-Zamaẖxarī), més conegut simplement com az-Zamakhxarí (1074/1075-1143/1144), va ser un erudit musulmà d'origen persa, seguidor de la doctrina teològica mutazilita, nascut a Zamakhxar (Coràsmia), però que va passar la major part de la seva vida entre Bukharà, Samarcanda i Bagdad.

## Biografia
Va estudiar a Bukharà i Samarcanda i va gaudir de l'estima de nombrosos juristes de Bagdad. Va utilitzar persa per alguns dels seus treballs, tot i que va ser un ferm defensor de la llengua àrab, així com un oponent al moviment de la Xubiyya. Va romandre molts anys a la Meca, pel que es va ser conegut com a 'Jar-Al·lah' ("veí de Déu"). Més tard va tornar a Coràsmia, on va morir a la capital Gorgan (a l'actual província de Golestan de l'Iran).

## Llegat
És conegut sobretot per ser l'autor d'Al-Kaixxaaf (o Tafsir Az-Zamakhxarí), un comentari exegètic sobre l'Alcorà. Aquest comentari és famós per la seva profunda anàlisi lingüística dels versicles, però ha estat criticat per la inclusió de punts de vista filosòfics derivats del mutazilisme.
D'altra banda, la major part del vocabulari supervivent de l'extinta llengua persa coràsmica es troba en forma de notes al Muqaddimat al-àdab (escrit vers l'any 1200), diccionari àrab-persa d'Az-Zamakhxarí (que segurament podia haver estat un parlant nadiu d'aquesta llengua). Això fa del Muqaddimat al-àdab una font primària molt important per a l'estudi d'aquesta antiga llengua.